# Ural Taifun
Ural Taifun là dòng xe đa chức năng, kiểu mô-đun, bọc thép, chống mìn của Nga. Các hệ xe Taifun là một phần trong chương trình Taifun.

## Phiên bản

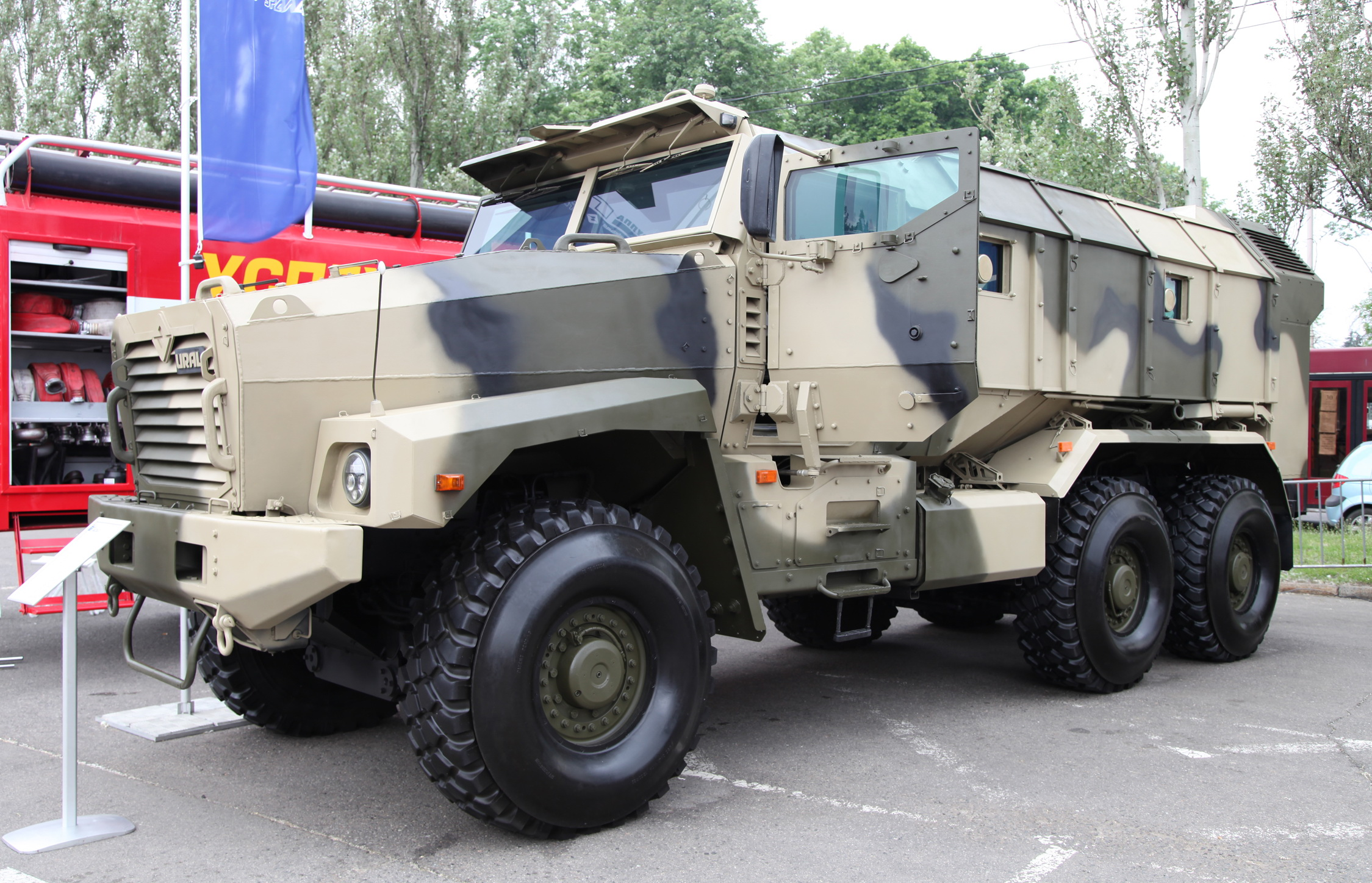
Ural-63099 Typhoon MRAP

Có thể được sử dụng như là phương tiện trinh sát, chỉ huy và chở quân, thông tin liên lạc, xe cấp cứu, tiến hành vận chuyển hoặc trinh sát kỹ thuật, phóng xạ, hóa học và sinh học.

## Tính năng

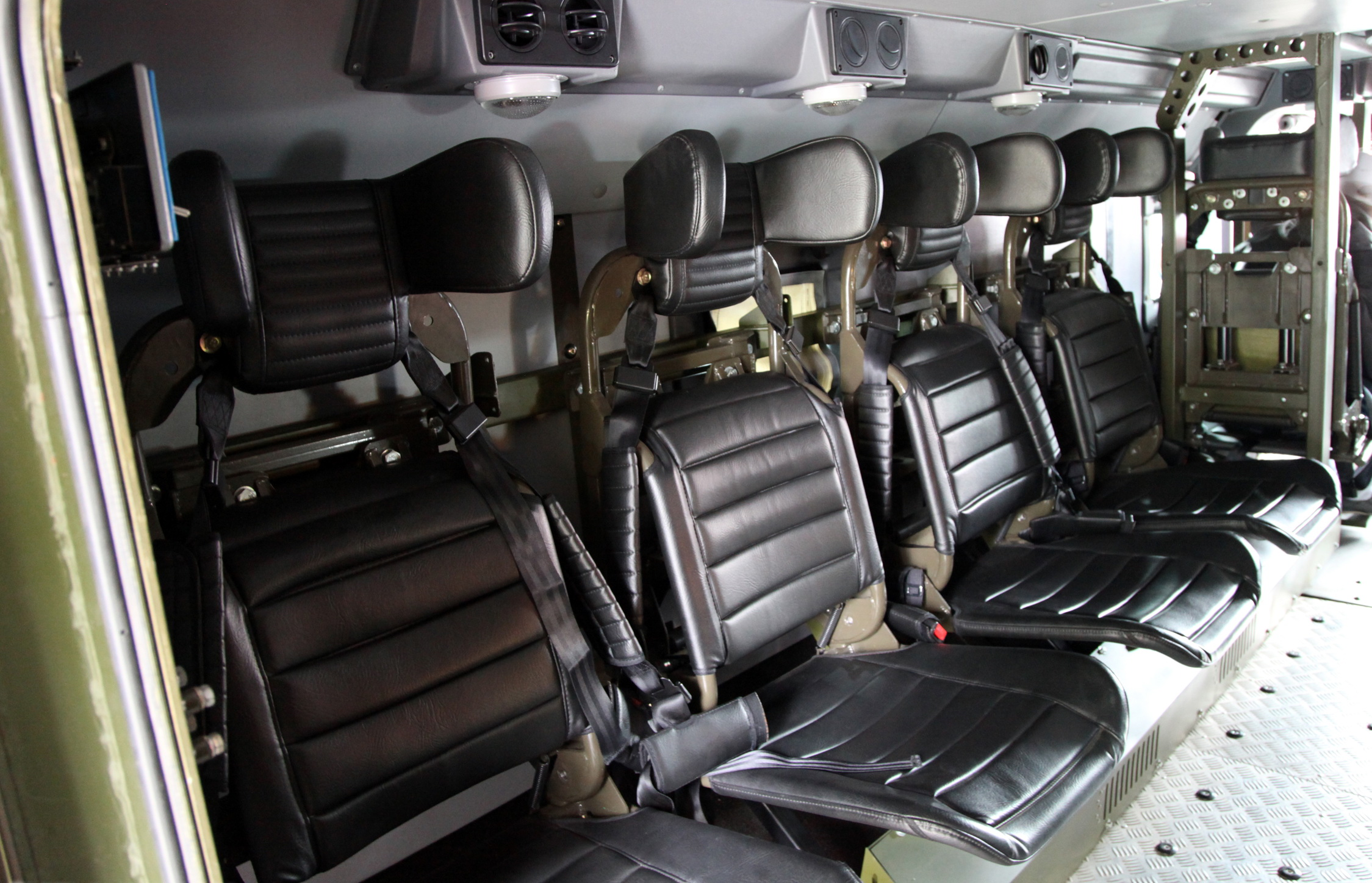
Khoang hành khách bên trong Ural Taifun

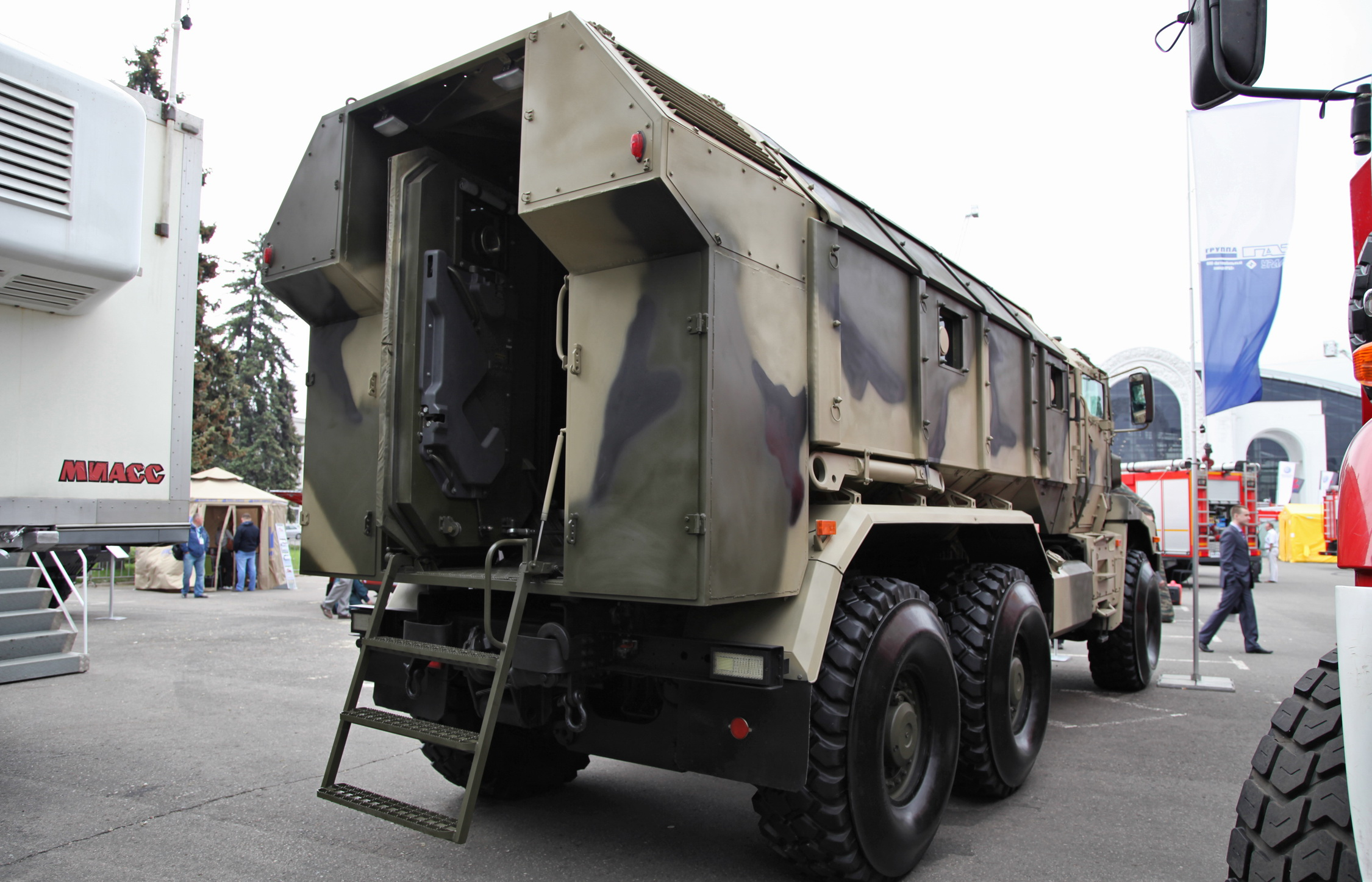
Mô-đun phía sau

Có 2 biến thể:

### Ural-63095
- Tổng trọng lượng: 24 tấn
- Tổ lái: 3+16 người
- Cấu hình: 6x6
- Động cơ: động cơ diesel JAMZ-5367 450 mã lực
- Hộp số: hộp số tự động 6 số
- Lốp xe: chống đạn
- Loại giáp: thủy tinh dát mỏng và composite (gồm thép và gốm)
- Khả năng bảo vệ: chống đạn xuyên giáp 14.5 mm hoặc 8 kg thuốc nổ bên dưới
- Vũ khí: súng máy 7.62 mm được điều khiển từ xa hoặc súng máy hạng nặng KPV 14.5 mm

### Ural-63099
- Tổ lái: 3+12 người

## Quốc gia sử dụng
- Nga